# Profissão de fé
Uma profissão de fé é a declaração pública de uma crença ou fé. É individual, ao contrário de confissão de fé.

## Judaísmo
No Judaísmo, a profissão de fé assume a forma de Shemá Israel (שמע ישראל em hebraico). É recitado todos os dias, de manhã e à noite; ao lado da cama dos moribundos; pelo jovem judeu na época do seu Bar Mitzvá. Ele aparece nos tefilin (filactérios), os pedaços de pergaminho usados na testa e no braço esquerdo, conforme as instruções de Deuteronômio, bem como em um pequeno pergaminho colocado no lintel da porta da frente, o mezuzá.

## Cristianismo

### Origens
A profissão de fé tem a sua origem no Novo Testamento, onde os crentes, como Cornelius, declarou a sua fé em Jesus no batismo. Na Primeira Epístola a Timóteo no capítulo 6, versículo 12, Paulo de Tarso lembra Timóteo da sua profissão de fé na frente de várias pessoas. Na Igreja Primitiva, no kerigma, ou na proclamação de Jesus Cristo, Messias e Filho de Deus, morte e ressuscitado, resumiu a profissão de fé.

### Por denominação
Várias igrejas cristãs exigem que as pessoas façam uma profissão de fé pessoal de acordo com uma fórmula prescrita, ao ingressar na sua denominação cristã como membro.

#### Catolicismo
O rito de recepção de cristãos batizados na comunhão da Igreja Católica afirma que "alguém que nasceu e foi batizado fora da comunhão visível da Igreja Católica não é obrigado a fazer uma abjuração de heresia [publicamente], mas simplesmente uma profissão de fé". Hoje, normalmente, uma abjuração de heresia é feita na privacidade do confessionário, embora no passado fosse frequentemente um assunto público. Após se juntar à congregação na recitação do Credo Niceno, a pessoa que está sendo recebida na Igreja Católica faz a seguinte profissão de fé:
Eu creio e professo tudo o que a santa Igreja Católica crê, ensina e proclama ser revelado por Deus.
Uma versão longa desta Profissão de Fé Católica foi composta pelo Papa Pio IV e era usada antigamente como parte das devoções de alguém. Tal devoção estava enraizada no Concílio de Trento.
Conforme indicado no Rito de Iniciação Cristã de Adultos, os adultos que se juntavam à Igreja Católica eram antigamente solicitados a abjurar a fé anterior à qual pertenciam ("superstição hebraica", a "seita dos infiéis" islâmica ou "os erros heréticos da seita maligna" da qual vieram). A profissão de fé usada era a Profissão de Fé Tridentina.

#### Protestantismo

##### Igrejas luteranas
Quando um indivíduo batizado se junta a uma igreja luterana, ele ou ela se torna um luterano ao fazer uma profissão de fé.

##### Igrejas anglicanas
Nas igrejas anglicanas, uma profissão de fé é feita por "aqueles eleitos ou nomeados para o ofício de bispo". Para batismos na Igreja da Inglaterra, o Credo dos Apóstolos é a profissão de fé feita pelo candidato (ou os seus patrocinadores).

##### Igrejas metodistas
Na Igreja Metodista Unida, uma profissão de fé é feita pelos pais ou padrinhos quando alguém recebe o sacramento do Santo Batismo. Uma profissão de fé é feita por confirmandos, bem como por novos cristãos juntos à Igreja Metodista Unida.

##### Cristianismo batista, pentecostal e não denominacional
No cristianismo batista, pentecostal e não denominacional, que adere à doutrina da Igreja de crentes, a profissão de fé consiste em testemunhar a conversão pessoal e a fé em Jesus, antes do batismo do crente. Este rito é, portanto, reservado para adolescentes e adultos.

#### Restauracionismo

##### Santos dos Últimos Dias
O "Testemunho" para os membros de A Igreja de Jesus Cristo dos Santos dos Últimos Dias é a declaração pessoal de crença na divindade de Jesus Cristo, Deus, o Pai e o espírito santo; na veracidade do Livro de Mórmon como um complemento da Bíblia e na restauração da Igreja de Jesus Cristo por meio do profeta Joseph Smith. Os membros são encorajados a prestar o seu testemunho durante as reuniões sacramentais, equivalente a uma missa ou culto.

##### Adventistas
A profissão de fé dos adventistas é a crença central em Jesus Cristo como Salvador, a observância do sábado como dia de descanso, a expectativa da iminente segunda vinda de Cristo, e a aceitação da Bíblia como única regra de fé e prática.

## Islã
No Islã, a profissão de fé é chamada de "Chahada" (em árabe, "testemunho"), é um dos cinco pilares do Islamismo, e o mais importante.